# Gao E
Gao E (chinesisch 高娥, Pinyin Gāo É; * 7. November 1962 in Shenyang) ist eine ehemalige chinesische Sportschützin. Sie trat in den Disziplinen Trap und Doppeltrap an.

## Erfolge
Gao E nahm an vier Olympischen Spielen teil. 1988 kam sie in Seoul im Trap nicht über den 40. Platz hinaus. 1996 trat sie im Doppeltrap an und erzielte 103 Punkte, woraufhin sie ins Stechen um den letzten freien Platz für das Finale musste. Im Duell mit drei Konkurrentinnen hatte sie das Nachsehen, als sie als zweite Schützin ausschied und damit den achten Gesamtrang belegte. Bei den Olympischen Spielen 2000 in Sydney verpasste sie als Neunte erneut den Finaleinzug im Doppeltrap, während ihr im Trap mit 68 Punkten dieser Erfolg als zweitbeste Schützin gelang. Mit 22 weiteren Treffern im Finaldurchgang schloss sie die Konkurrenz mit 90 Gesamtpunkten auf dem Bronzerang hinter Daina Gudzinevičiūtė und Delphine Racinet ab. Vier Jahre darauf erreichte sie in Athen im Trap den 17. Platz. Im Doppeltrap zog sie erstmals ins Finale ein, mit 107 Punkten belegte sie in der Qualifikation Platz fünf. Dank 35 Treffern im Finale kam sie wie Li Qingnian auf 142 Gesamtpunkte, sodass ein Stechen zwischen den beiden um den Gewinn der Bronzemedaille hinter Kim Rhode und Lee Bo-na entschied. Während Li das zweite Ziel verfehlte, traf Gao und sicherte sich so ihre zweite olympische Bronzemedaille.
Bei Weltmeisterschaften gewann Gao E zwischen 1982 und 2011 insgesamt 25 Medaillen, davon 17 Mal mit der Trap-Mannschaft. Achtmal wurde sie dabei Weltmeisterin: 1985 gelang ihr in Montecatini Terme mit der Trap-Mannschaft der erste Titelgewinn und wiederholte diesen Erfolg zwei Jahre darauf in Valencia. Dazwischen gewann sie 1986 in Suhl auch im Einzel des Trap den Titel. 1993 und 1998 wurde sie jeweils in Barcelona nochmals Weltmeisterin mit der Trap-Mannschaft, ebenso 1999 in Tampere. Außerdem sicherte sie sich 1999 auch im Doppeltrap die Goldmedaille. Ihren achten Weltmeistertitel gewann sie wiederum mit der Trap-Mannschaft 2006 in Zagreb. Auf kontinentaler Ebene war Gao E ebenfalls sehr erfolgreich: im Trap wurde sie 2004 in Bangkok und 2009 in Almaty im Einzel Asienmeisterin, im Doppeltrap war ihr das bereits 1993 in Manila gelungen. Zudem belegte sie in beiden Disziplinen zweimal den zweiten Platz. Bei Asienspielen gewann sie zunächst 1994 in Hiroshima im Doppeltrap die Silbermedaille, ehe ihr 1998 in Bangkok der Gewinn der Goldmedaille gelang. Zudem war sie auch im Mannschaftswettbewerb im Doppeltrap siegreich geblieben. 2002 gewann sie in Busan die Einzelkonkurrenz im Trap, mit der Mannschaft wurde sie Zweite. Dieses Resultat wiederholte sie 2010 in Guangzhou mit umgekehrtem Medaillenerfolg, also Silber im Einzel und Gold mit der Mannschaft.
Gao E ist verheiratet und hat ein Kind.